# Unitatea Alcubierre

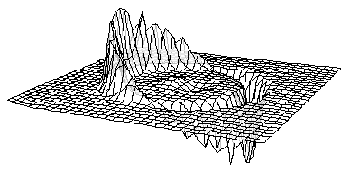
O reprezentare în spațiu 2-dimensional al efectului unei unități Alcubierre, arătând expansiunea și contractarea spațiu-timpului

Conform teoriei unității Alcubierre o navă spațială ar putea atinge o viteză aparent superluminică dacă ar putea fi creat un câmp cu o densitate a energiei mai mică decât cea din vid, deci care să aibă o masă negativă. Acest câmp ar putea fi obținut prin contractarea spațiului din fața navei și extinderea spațiului din spatele ei. 
Obiectele nu pot accelera la viteza luminii în spațiu-timpul normal; în schimb, unitatea Alcubierre deplasează spațiul în jurul unui obiect astfel încât acesta să ajungă la destinație mai repede decât ar face-o lumina în spațiul normal, fără a încălca nicio lege a fizicii.
Deși metrica propusă de Alcubierre este compatibilă cu ecuațiile de câmp ale lui Einstein, construirea unei astfel de unități nu este neapărat posibilă. Mecanismul propus de Alcubierre implică o densitate de energie negativă și, prin urmare, necesită materie exotică sau manipularea energiei întunecate. Dacă materia exotică cu proprietățile corecte nu există, atunci unitatea nu poate fi construită. Cu toate acestea, la sfârșitul articolului său original, Alcubierre a susținut (urmând un argument dezvoltat de fizicienii care analizează găurile de vierme traversabile) că vidul Casimir dintre plăci paralele ar putea îndeplini cerința de energie negativă pentru unitatea Alcubierre.
O altă problemă posibilă este că, deși metrica Alcubierre este compatibilă cu ecuațiile lui Einstein, relativitatea generală nu încorporează mecanica cuantică. Unii fizicieni au prezentat argumente care sugerează că o teorie a gravitației cuantice (care ar încorpora ambele teorii) ar elimina acele soluții din relativitatea generală care permit călătoria înapoi în timp (a se vedea conjectura privind protecția cronologică) și, astfel, ar invalida unitatea Alcubierre.

## Istorie
În 1994, Miguel Alcubierre a propus o metodă de modificare a geometriei spațiului prin crearea unei unde care ar face ca țesătura spațiului din fața unei nave spațiale să se contracte, iar spațiul din spatele acesteia să se extindă. Nava ar urma apoi să călătorească pe această undă în interiorul unei regiuni de spațiu plat, cunoscută sub numele de bulă warp, și nu s-ar mișca în interiorul acestei bule, ci ar fi purtată în timp ce regiunea însăși se mișcă datorită acțiunilor motorului. Viteza locală în raport cu spațiu-timpul deformat ar fi subluminală, dar viteza cu care o navă spațială s-ar putea deplasa ar fi superluminală, făcând astfel posibil un zbor interstelar, cum ar fi o vizită la Proxima Centauri în câteva zile.

## Tensorul metric Alcubierre
Tensorul metric Alcubierre definește spațiu-timpul unității warp. Este un multiplu lorentzian care, dacă este interpretat în contextul relativității generale, permite apariția unei bule warp în spațiu-timpul anterior plat și îndepărtarea acesteia cu o viteză efectiv mai mare decât viteza luminii. Interiorul bulei este un sistem de referință inerțial și locuitorii nu experimentează nicio accelerație propriu-zisă. Această metodă de transport nu implică obiecte în mișcare cu viteze mai mari decât viteza luminii în raport cu conținutul bulei warp; cu alte cuvinte, o rază de lumină în interiorul bulei warp s-ar mișca întotdeauna mai repede decât nava. Deoarece obiectele din interiorul bulei nu se deplasează (local) mai repede decât lumina, formularea matematică a metricii Alcubierre este compatibilă cu afirmațiile convenționale ale legilor relativității (și anume că un obiect cu masă nu poate atinge sau depăși viteza luminii), iar efectele convenționale relativiste, cum ar fi dilatarea timpului, nu s-ar aplica ca în cazul mișcării convenționale la viteze apropiate de viteza luminii.
O extensie a metricii Alcubierre care elimină expansiunea elementelor de volum și se bazează în schimb pe modificarea distanțelor de-a lungul direcției de deplasare este cea a matematicianului José Natário. În metrica sa, spațiu-timpul se contractă spre prova navei și se dilată în direcția perpendiculară mișcării, ceea ce înseamnă că bula „alunecă” de fapt prin spațiu, „împingând spațiul la o parte”.
Motorul Alcubierre rămâne un concept ipotetic cu probleme aparent dificile, deși cantitatea de energie necesară nu mai este considerată a fi imposibil de obținut. Cu toate acestea, Alexey Bobrick și Gianni Martire susțin că, în principiu, o clasă de motoare warp spațiu-timp subluminale, simetrice sferic, poate fi construită pe baza principiilor fizice cunoscute în prezent de umanitate, precum energia pozitivă. În plus, un studiu realizat de Remo Garattini și Kirill Zatrimaylov arată că, în principiu, cantitatea de densitate de energie negativă necesară pentru a susține o bulă warp poate fi redusă dacă bula se deplasează într-un câmp gravitațional extern, cum ar fi cel al unei găuri negre.